# Evolución de los dispositivos de almacenamiento
Un dispositivo de almacenamiento conal es un dispositivo que es capaz de almacenar datos o cualquier tipo de información. Actualmente es posible almacenar digitalmente en un disco compacto por ejemplo, los datos que cabrían en miles de carpetas archivadas. A lo largo de la historia camino al conocimiento  y sus consecuencias de encontrar el sistema más pequeño físicamente y con más capacidad para almacenar más datos y tratarlos rápidamente. 
El circuito integrado se desarrolló por primera vez en 1959 por el ingeniero Jack S. Kilby justo meses después de haber sido contratado por la firma Texas Instruments. Se trataba de un dispositivo de germanio que integraba seis transistores en una misma base semiconductora para formar un oscilador de rotación de fase. En el año 2000, Kilby obtuvo el Premio Nobel de Física por la contribución de su invento al desarrollo de la tecnología.
Un microchip es una pastilla muy delgada donde se encuentran miles o millones de dispositivos electrónicos interconectados, principalmente diodos y transistores, y también componentes pasivos como resistores o condensadores. Su área puede ser de 1 cm, 2 cm o inferior. Los microchips son quizás los sistemas de almacenamiento más empleados, hoy en día se utilizan además de en los computadores, en los teléfonos móviles, electrodomésticos, juguetes con algún componente electrónico, etcétera.
El transistor actúa como interruptor. Puede encenderse o apagarse electrónicamente o amplificar corriente. Se usa en computadoras para almacenar información o en amplificadores para aumentar el volumen de sonido. Las resistencias limitan el flujo de electricidad y nos permiten controlar la cantidad de corriente que fluye, esto se usa por ejemplo para controlar el volumen de un televisor o radio.
El desarrollo del microchip es especialmente importante en la historia, pues es algo increíblemente pequeño que puede almacenar cantidad de datos inmensas, que hace años era impensable. Se necesita un desarrollo a nivel microscópico para diseñar los microchips.
El primer computador que usó microchips fue un IBM lanzado en 1965, llamado serie 360. Estas computadoras se consideran de la tercera generación de computadoras, y sustituyeron por completo a las de segunda generación, introduciendo una manera de programar que aún se mantiene en grandes computadoras de IBM.

## Memoria RAM
La Memoria de Acceso Aleatorio o RAM (acrónimo inglés de Random Access Memory), es una memoria de semiconductor, en la que se puede tanto leer como escribir información. Es una memoria volátil, es decir, pierde su contenido al desconectarse de la electricidad.
La memoria RAM es el componente de almacenamiento más importante de un computador actual, junto al disco duro. Con la llegada de los computadores de escritorio, había que idear un sistema de almacenamiento que no ocupara espacio, pues los computadores de escritorio se idearon para que cupiesen en una mesa de oficina. La memoria RAM se forma a partir de microchips con entradas de memoria. La memoria es almacenada en esas entradas de manera aleatoria, de ahí su nombre. La memoria RAM es uno de los componentes informáticos que más ha evolucionado en los últimos veinte años. Si a finales de los 80 la capacidad de las memorias RAM rondaban los 4 MB, ahora lo normal es comprarse un computador con al menos 1024 MB, (1 GB). Normalmente se ha ido avanzando en una cantidad de MB igual a potencias de 2. A mediados de los 90, con la llegada de Windows 95, los computadores comenzaron a usar memorias de 16 MB de RAM, más tarde de 32, 64, 128... hasta los Pentium 4 y usando Windows XP, en donde se recomienda al menos 256 MB de RAM, aunque hoy en día lo normal es que usen entre 1 Gigabyte y 8 Gigabytes. Aunque algunos PC ya usan 32 Gigabytes de RAM JEFRI

## Memoria caché
En informática, la caché de CPU, es una caché¹ (/ˈkæʃ/ o /kaʃ/) usada por la unidad central de procesamiento de una computadora para reducir el tiempo de acceso a la memoria. La caché es una memoria más pequeña y rápida, la cual almacena copias de datos ubicados en la memoria principal que se utilizan con más frecuencia.
Es un conjunto de datos duplicados de otros originales, con la propiedad de que los datos originales son costosos de acceder, normalmente en tiempo, respecto a la copia en la caché. Cuando se accede por primera vez a un dato, se hace una copia en el caché; los accesos siguientes se realizan a dicha copia, haciendo que el tiempo de acceso medio al dato sea menor.
Cuando el procesador necesita leer o escribir en una ubicación en memoria principal, primero verifica si una copia de los datos está en la caché. Si es así, el procesador de inmediato lee o escribe en la memoria caché, que es mucho más rápido que de la lectura o la escritura a la memoria principal.

## Disco duro
Es el medio de almacenamiento por excelencia. Desde que en 1955 saliera el primer disco duro hasta nuestros días, el disco duro o HD ha tenido un gran desarrollo. 
Los discos duros se emplean en computadores de escritorio, portátiles y unidades de almacenamiento de manejo más complejo. El disco duro es el componente que se encarga de almacenar todos los datos que queremos. Mientras que la memoria RAM actúa como memoria "de apoyo" (como variable que almacena y pierde información según se van procesando datos), el disco duro almacena permanentemente la información que le metemos, hasta que es borrado. Generalmente, lo primero que se graba en un disco duro es el sistema operativo que vamos a usar en nuestro computador. Una vez tenemos instalado el sistema operativo en el disco duro, podemos usar todos los programas que queramos que hayan instalados, y toda la información que queramos guardar se almacenará en el disco duro. En el disco duro almacenamos cualquier cosa, como documentos, imagen, sonido, programas, vídeos, ficheros, etc.
Los discos duros también han evolucionado muchísimo en los últimos veinte años, sobre todo ampliando su capacidad
El disco duro está compuesto básicamente de:
- Varios discos de metal magnetizado, que es donde se guardan los datos.
- Un motor que hace girar los discos.
- Un conjunto de cabezales, que son los que leen la información guardada en los discos.
- Un electro-imán que mueve los cabezales.
- Un circuito electrónico de control, que incluye la interfaz con la computadora y la memoria caché.
- Una caja hermética (aunque no al vacío), que protege el conjunto.

Normalmente usan un sistema de grabación magnética analógica.
El número de discos depende de la capacidad del HDD y el de cabezales del número de discos x 2, ya que llevan un cabezal por cada cara de cada disco (4 discos = 8 caras = 8 cabezales).
Actualmente el tamaño estándar es de 3.5' de ancho para los HDD de pcs y de 2.5' para los discos de computadoras portátiles.

## Dispositivos portátiles
Además de los dispositivos fijos que existen como componentes en una computadora, hay otros que pueden introducirse y sacarse en cualquier computador. Estos sistemas son realmente útiles para transportar información entre dos o más computadora.

### CD-ROM
(del inglés: Compact Disc - Read Only Memory). Se trata de un disco compacto (no flexible como los disquetes) óptico utilizado para almacenar información no volátil, es decir, la información introducida en un CD en principio no se puede borrar. Una vez un CD es escrito, no puede ser modificado, sólo leído (de ahí su nombre, Read Only Memory). Un CD-ROM es un disco de plástico plano con información digital codificada en espiral desde el centro hasta el borde. Fueron lanzados a mediados de los 80 por compañías de prestigio como Sony y Philips. Microsoft y Apple fueron dos de las grandes compañías informáticas que la utilizaron en sus comienzos. Es uno de los dispositivos de almacenamiento más utilizados. De hecho, fue el sustituto de los casetes para almacenar música, y de los disquetes para almacenar otro tipo de datos.
Hay varios tipos de CD-ROM. Los clásicos miden unos 12 centímetros de diámetro, y generalmente pueden almacenar 650 o 700 MB de información. Sin embargo en los últimos años también se han diseñado CD-ROMS con capacidades de 800 o 900 MB. Si tenemos en cuenta la capacidad en minutos de música, serían 80 minutos los de 700 MB, por ejemplo. También existen discos de 8 cm con menos capacidad, pero ideales para almacenar software relativamente pequeño. Generalmente se utilizan para grabar software, drivers, etc. de periféricos o similares, aunque también se usan para transportar datos normalmente como los CD normales.
La principal ventaja del CD-ROM es su versatilidad, su comodidad de manejo, de sus pequeñas dimensiones (sobre todo de grosor). Sin embargo su principal inconveniente es que no pueden manipularse los datos almacenados en él. Con el fin de solucionar este problema aparecieron los CD-RW, o CD regrabable. Sus características son idénticas a los CD normales, pero con la peculiaridad de que pueden ser escritos tantas veces como se quiera. Los CD son leídos por lectores de CD, que incluyen un láser que va leyendo datos desde el centro del disco hasta el borde. El sistema es parecido al de las tarjetas perforadas. Mientras que una tarjeta perforada es claramente visible sus agujeros, en un CD también se incluyen micro perforaciones que son imperceptibles a simple vista, pues son microscópicas. A la hora de escribir en un CD, se emplea el sistema binario con perforación o no perforación (ceros y unos).

### DVD
El crecimiento tecnológico en la informática es tal que incluso los CD se han quedado pequeños. Si hace 10 años el disquete se había quedado pequeño y parecía que un CD era algo demasiado "grande", algo ha cambiado, pues todas las aplicaciones, ya sean programas, sistemas operativos o videojuegos, ocupan mucha más memoria. De los tradicionales 700 MB de capacidad de un CD se pasaron a los 4,7 GB de un DVD. La primera ráfaga de ventas de DVD aparecieron para formato vídeo, para sustituir a los clásicos VHS. Las ventajas de los DVD eran claras, a más capacidad, mejor calidad se puede almacenar. Y mejor se conservan los datos, ya que las cintas magnéticas de los videocasetes eran fácilmente des gastables. Un DVD es mucho más duradero, su calidad de imagen es mejor y también la calidad de sonido. Las películas en DVD comenzaron a popularizarse a finales de los años 90.
Sin embargo en esos años aún los CD eran los más populares a nivel informático. Un videojuego solía ocupar unos 600MB de instalación, con lo que fácilmente cabía en un CD. Pero poco a poco los videojuegos y otros programas comenzaron a ocupar más, ya que conforme va avanzando la tecnología de datos, gráficos, etc. más memoria se necesita. Algunos videojuegos llegaban a ocupar 4 o 5 CD, lo que hacía muy incómodo su manipulación. Finalmente se ha decidido por fin que aquellos programas que ocupen más memoria de lo que cabe en un CD, sea almacenado en un DVD. Los DVD son más caros que los CD, aunque poco a poco se están haciendo con el mercado. Quizás sean los sustitutos definitivos de los CD, aunque por ahora estos últimos no están decayendo en absoluto. La venta de CD vírgenes sigue siendo abrumadora. Sin embargo se ha disparado la venta de DVD, pues cada vez más la gente empieza a grabar más datos y lógicamente se busca el menor espacio posible. Y si en un DVD se pueden almacenar seis películas, mejor que usar seis CD.
También existen los DVD-R, ya que al igual que los CD, el DVD normal es de sólo lectura. Pero con la lección aprendida de los CD, se diseñaron los DVD regrabables. Además, hace unos años que existen los DVD de doble capa. Este tipo de DVD siguen leyendo por una cara, pero con doble capa de datos. Pero también existen DVD que se pueden leer por las dos caras. Los hay de doble cara y una capa, pero si el DVD es de doble cara y doble capa por cada una, la capacidad llega a los 17 GB. Sin embargo aún estos sistemas se utilizan mínimamente, son muy caros, pero seguramente algún día sustituirán a los actuales CD.

### Memoria USB
La memoria USB fue inventada en 1998 por IBM, pero no fue patentada por él. Su objetivo era sustituir a los disquetes con mucha más capacidad y velocidad de transmisión de datos. Aunque actualmente en un CD o DVD se puede almacenar memoria para luego borrarla y manipularla, lo más cómodo y usado son las memorias USB. Son pequeños dispositivos del tamaño de un mechero que actúan prácticamente igual que un disquete, pero con una capacidad mucho mayor, que actualmente van desde los 64 mb a varios gigabytes. Su principal ventaja es su pequeño tamaño, su resistencia (la memoria en sí está protegida por una carcasa de plástico como un mechero) y su velocidad de transmisión, mucho más rápido que los disquetes.
Actualmente está muy de moda este tipo de dispositivos, sobre todo entre jóvenes u oficinistas, pues gracias a su reducido tamaño y forma puede colgarse como llavero por ejemplo, y lo más importante, con los sistemas operativos (Linux, Windows o Mac), sólo hay que conectarlo al computador y usarlo sin más complicaciones. Además existen otros aparatos como los reproductores de MP3 que utilizan las mismas características. Pueden almacenar cualquier tipo de dato, pero su principal característica es que los ficheros de música en formato mp3 y WMA sobre todo, son reconocidos y procesados para ser escuchados a través de unos auriculares conectados al aparato. Esto es pues, un sustituto del Walkman. Pero además cada vez están apareciendo nuevos diseños que son capaces de almacenar ya decenas de gigabytes (miles de canciones) y también vídeo.